# Haitianische Literatur

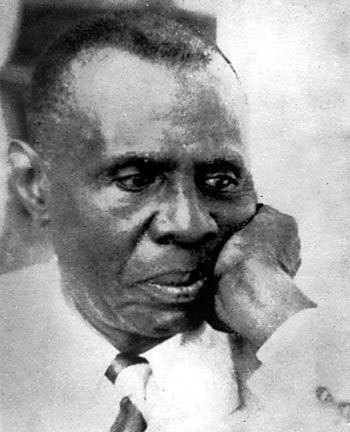
Jean Price-Mars

Die haitianische Literatur und das politische Leben waren in allen Phasen der haitianischen Geschichte eng miteinander verflochten. Die haitianischen Intellektuellen wandten sich nacheinander oder gleichzeitig Frankreich, England, Amerika und Ozeanien zu und schöpften aus den Quellen der afrikanischen Traditionen. Gleichzeitig bot die Geschichte Haitis mit ihren Helden, Aufständen, Grausamkeiten und Riten immer reichlich Material für literarische Schöpfung.

## Dokumentation aus der Kolonialzeit
Die indianische Bevölkerung hat keine schriftliche Dokumentation hinterlassen. Bartolomé de Las Casas hat in seiner Brevísima relación de la destrucción de las Indias (1552) hinreichend über das Aussterben der Ureinwohner Amerikas berichtet.
Das Nationalarchiv von Haiti bewahrt die von der zentralen haitianischen Verwaltung (seit der haitianischen Revolution von 1791–1804) erstellten Dokumente sowie einige Dokumente aus der Kolonialzeit auf. Die spanische (1492–1697) und die französische Herrschaft (1626–1809) ist hauptsächlich in dem jeweiligen administrativen, militärischen und religiösen Archiven dokumentiert. Dasselbe gilt für die Île de la Tortue (französische Kolonie von 1629 bis 1804), die hauptsächlich von Bukanieren, Freibeutern, Flibustiers und Piraten bewohnt wurde. Engländer und Niederländer verfügen ebenfalls über Dokumentationen und Literatur.

## 19. Jahrhundert
Im 18. Jahrhundert hatten die französischen Kolonialherren mitunter beschreibende oder politische Werke in Frankreich herausgeben, wie Moreau de Saint-Méry (1750–1819). Die haitianische Literatur entstand erst mit der Unabhängigkeit im Jahr 1804. Sie ist in mehrere Perioden gegliedert.

### Pionierzeit oder Pseudoklassik: 1804–1836
Im Jahr 1804 ließ Pierre Fligneau (17.. – 1840) sein Stück L'Haïtien expatrié aufführen. Die herrschenden Klassen und die intellektuellen Eliten im aufstrebenden haitianischen Staat waren jedoch weiterhin stark von der französischen Kultur geprägt. Die Literatur dieser Zeit propagierte inhaltlich den Patriotismus und schilderte die Höhepunkte der turbulenten Erlangung der Unabhängigkeit. Formal folgte sie den literarischen Strömungen, die aus Frankreich kamen: Klassizismus, Romantik, Symbolismus bis hin zum Surrealismus im nächsten Jahrhundert.
Schriftsteller hingegen nutzen ihre Feder, um zur Einheit aufzurufen und das Vaterland gegen einen möglichen Angriff der Franzosen zu verteidigen.
Aus dieser Zeit können genannt werden:
- Louis Boisrond Tonnerre (1776–1806), der die Unabhängigkeitserklärung Haitis abfasste,
- Antoine Dupré (1782–1816),
- Juste Chanlatte (1766–1828),
- Jean-Louis Vastey, genannt Pompée-Valentin, Baron von Vastey (1781–1820),
- François-Romain Lhérisson (1798–1859),
- und Jules Solime Milscent (1778–1842), der im Jahr 1817 die Zeitschrift L'Abeille haïtienne gründete, deren Motto lautete:

« L’épée et les talents doivent n’avoir qu’un but: Que chacun à l’Etat apporte son tribut. »

„Der Degen und die Talente sollen nur einem Ziel dienen: Dass jeder im Staat seinen Tribut leistet.“

Zu den Werken aus dieser Zeit gehören die Ansichten von Pompée Valentin, Baron de Vastey in seinem Buch Le Système colonial dévoilé, in denen er den Sieg der Haitianer über die Truppen von General Leclerc feiert.
In dieser Zeit des intensiven literarischen Aufschwungs öffneten Zeitungen wie Le Républicain und später L'Union ihre Seiten für die ersten Romantiker. Der 1819 gegründete L'Observateur veröffentlichte galante Poesie. Es ist die Poesie, die die haitianischen Literatur des 19. Jahrhunderts adelte.

### Die Schule von 1836 oder der Beginn der haitianischen Romantik: 1836–1860

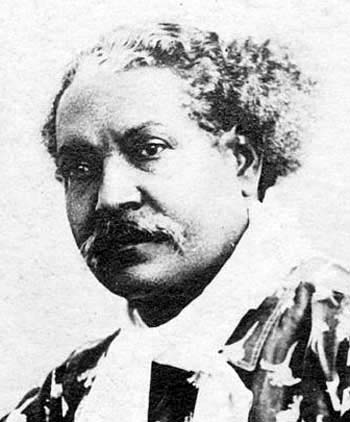
Oswald Durand

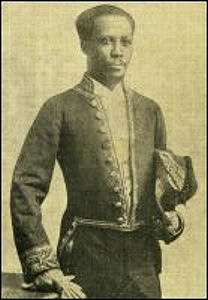
Massillon Coicou

Ab 1836 bildete sich ein Kreis, genannt „Cénacle“, aus romantischen Dichtern, in der die Brüder Nau, darunter Ignace Nau (1808–1845), die Brüder Ardouin, darunter Coriolan Ardouin (1812–1835), und Beauvais Lespinasse hervorstachen. Später bekannten sich Oswald Durand (1840–1906) und Massillon Coicou (1867–1908) zu dieser Bewegung. Es war eine wichtige Epoche auf der Suche nach dem inneren Selbst Haitis. Diese wurde mit heftigen Debatten über das Wesen der haitianischen Authentizität eröffnet.
Während einige wie Georges Sylvain die haitianische Literatur für „einen Zweig, der vom alten gallischen Stamm abgetrennt wurde“ hielten, rief Ignace Nau zur Authentizität auf: „Lasst uns wir selbst sein“. Patriotische Gefühle waren ein beliebtes Thema, auch wenn sie von Romanautoren und Dramatikern in persönlicherer Form ausgedrückt wurden. Naus Aufruf löste eine Reihe von sozioliterarischen Ereignissen sowohl im Land als auch auf internationaler Ebene aus. Viele haitianische Intellektuelle traten als Forscher und Verteidiger des Vaterlandes auf und setzten sich durch.
Die Theaterproduktion war ebenfalls reich und bedeutend, parallel zum Aufblühen des Melodrams in Frankreich. Alle Genres waren vertreten: Prosaisches Drama, Tragödie und Komödie. Die Werke spiegelten die Aktualität und die Entwicklung der Sitten wider.
Zu den ersten anerkannten haitianischen Romanautoren gehörte Émeric Bergeaud (1818–1858) mit seinem 1859 veröffentlichten Werk Stella aus dem Jahr 1857.

### Patriotische Bewegung oder das Aufblühen der haitianischen Romantik: 1870–1898

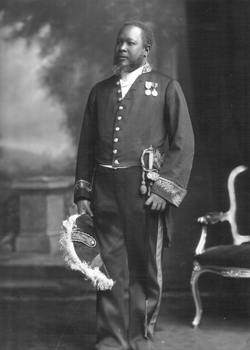
Louis-Joseph Janvier

Um 1885 forderten drei haitianische Intellektuelle auf wissenschaftlicher Basis vehement das Persönlichkeitsrecht der Schwarzen ein. Sie korrigierten durch ihre Schriften die pseudowissenschaftlichen und beleidigenden Diffamierungen, mit denen Haiti überzogen wurde. Es handelte sich um Louis-Joseph Janvier (Haiti aux Haïtiens, 1884, und L'Égalité des races humaines, 1884), Joseph Anténor Firmin (De l'Égalité des races humaines, 1885) und Hannibal Price (De la Réhabilitation de la Race Noire par la République d'Haïti, 1889).

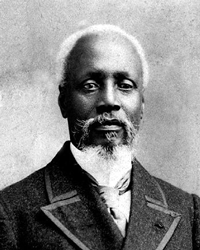
Antenor Firmin

Diese Vorkämpfer sorgten für einen deutlichen Aufschwung der haitianische Literaturbewegung. Die Feder der Literaten wurde als Waffe zur Verteidigung der Nation eingesetzt. Während die Pseudoklassiker die Nation mit emotionalen Klageliedern zur Einheit aufriefen, verfolgten die Theoretiker des späten 19. Jahrhunderts eine wissenschaftlich fundierte Linie.
Louis-Joseph Janvier formulierte in Haiti aux Haïtiens  und L'Égalité des races Erwiderungen auf Diffamierungen der Schwarzen Republik. Tatsächlich wandte er sich mit Haiti aux Haïtiens gegen die Annexionspläne der Vereinigten Staaten bezüglich Môle Saint-Nicolas. L'Égalité des races war eine Antwort auf Ernest Renan, der geschrieben hatte: „Die Menschen sind nicht gleich, die Rassen sind nicht gleich“. Mit seinen Argumenten zeigte Janvier, dass Schwarze über Fähigkeiten in Literatur, Kunst und Wissenschaft haben, wofür er selbst ein lebendiges Beispiel sei.
Anténor Firmin wandte sich in De l'égalité des races humaines gegen die Aussagen von Arthur de Gobineau in seiner Dissertation L'inégalité des races humaines (1853).

## 20. Jahrhundert
Die Literaturzeitschrift Jeune Haïti, die von 1895 bis 1898 erschien und von Seymour Pradel (1875–1943) und Justin Lhérisson (1873–1907) gegründet wurde, stellte in ihren wenigen Ausgaben neue Autoren vor.

### Die Generation der „La Ronde“: 1898–1915
Zu Beginn des Jahrhunderts setzte die Gründung der Zeitschrift La Ronde durch Pétion Gérome im Jahr 1895 ein Zeichen. Für die zu der Veröffentlichung beitragenden Dichter blieb eine enge und sensible Nähe zu Frankreich die prägende Bezugsgröße.

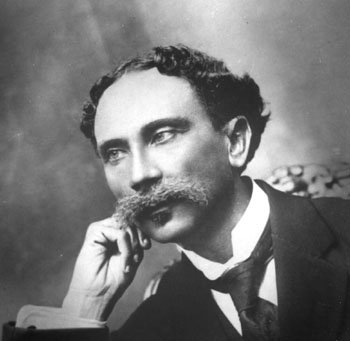
Etzer Vilaire

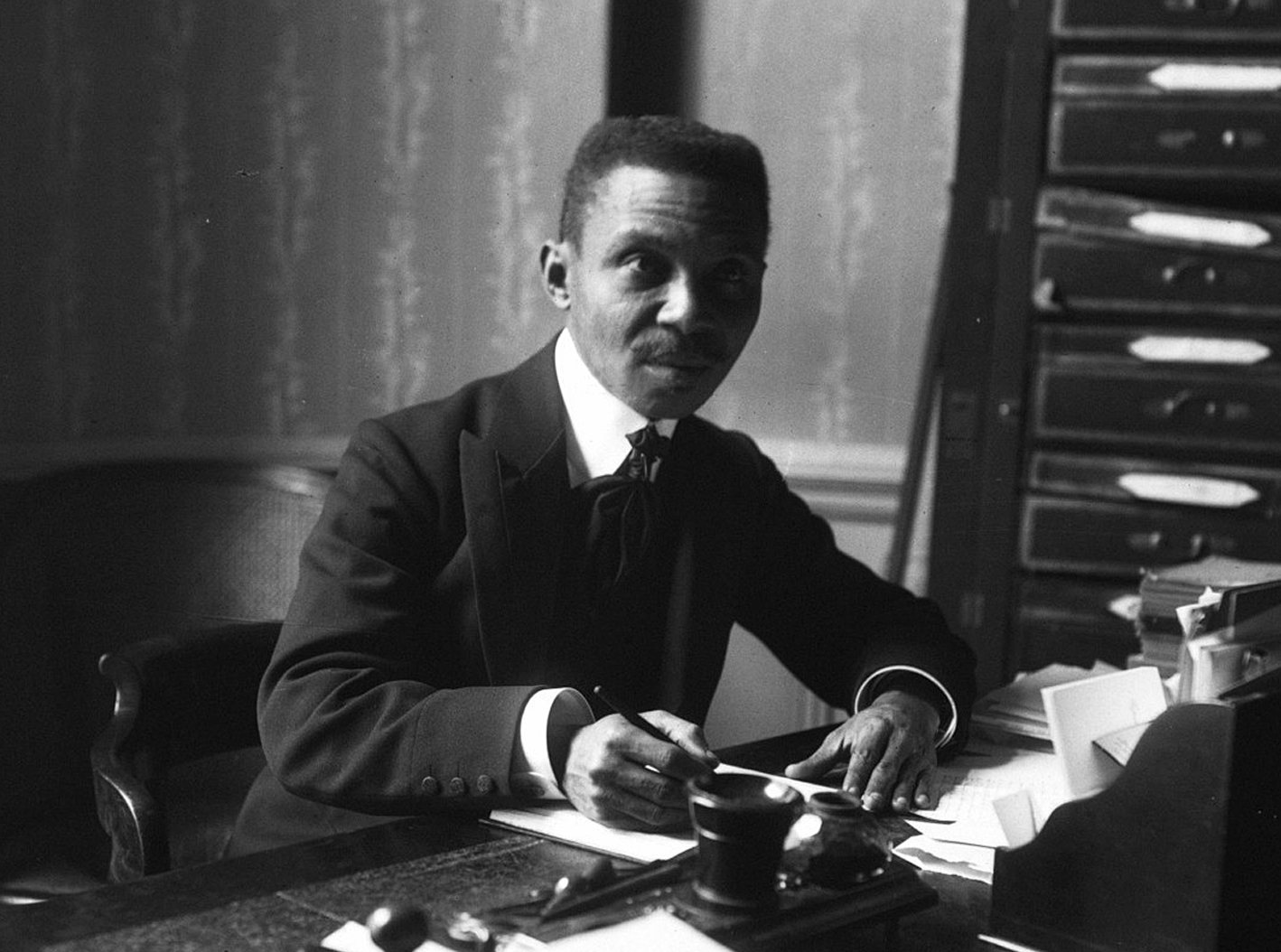
Georges Sylvain

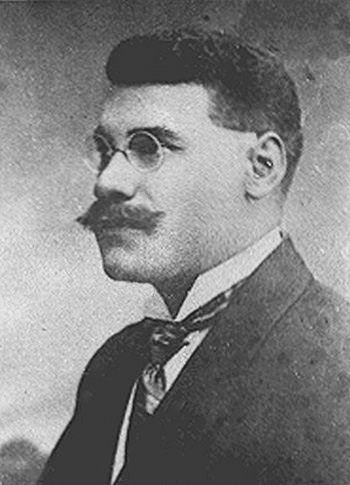
Dantès Bellegarde

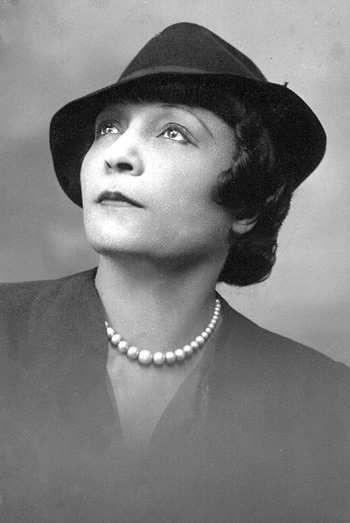
Ida Faubert

Zu nennen sind Etzer Vilaire (1872–1951), Georges Sylvain (1866–1925), Dantès Louis Bellegarde (1877–1966), Ida Faubert (1882–1969), Justin Lhérisson (1873–1907); schrieb den Text der Nationalhymne La Dessalinienne), Charles Moravia (1875–1938; Dichter und Dramaturg, Herausgeber der Zeitschriften La Plume (1914–1915) und später Le Temps (1922–1938) und Edmond Laforest (1876–1915; Dichter, Erzähler und Chefredakteur von Haïti littéraire et scientifique und La Patrie).

### Indigenistische Schule oder Indigenistische Bewegung: 1915–1945
Die amerikanische Besatzung (1915–1934) erschütterte auch die Literaten. Die „Generation der Ohrfeige“ gründete nacheinander die militanten Literaturzeitschriften La Revue de la ligue de la jeunesse haïtienne (1916), La Nouvelle Ronde (1925) und La Revue indigène (1927). Die Inspiration war kämpferisch in einem Land, das unter chronischer politischer Instabilität litt. Sie drückte den Lebensschmerz einer Generation aus, die sich nach einem besseren Leben sehnte. Die indigenistische Bewegung, vertreten durch ihren Initiator Jean Price Mars (1876–1969), forderte die Schriftsteller auf, „aufzuhören, Nachahmer zu sein, um Schöpfer zu werden“ (Ainsi parla l'Oncle, 1928), d. h. auf die afrikanischen Wurzeln der Menschen Haitis zurückzugreifen. Der Widerstand fand seinen Ausdruck in der aus der Sklaverei hervorgegangenen Kultur, den Märchen, Traditionen und Legenden.

### Ab 1945

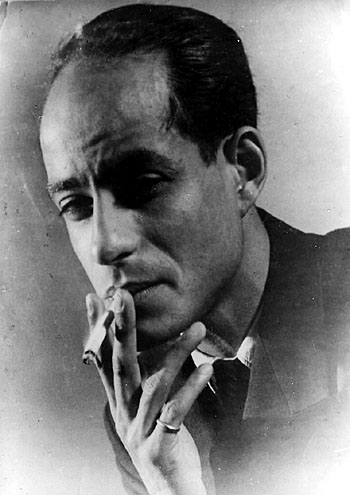
Jacques Roumain

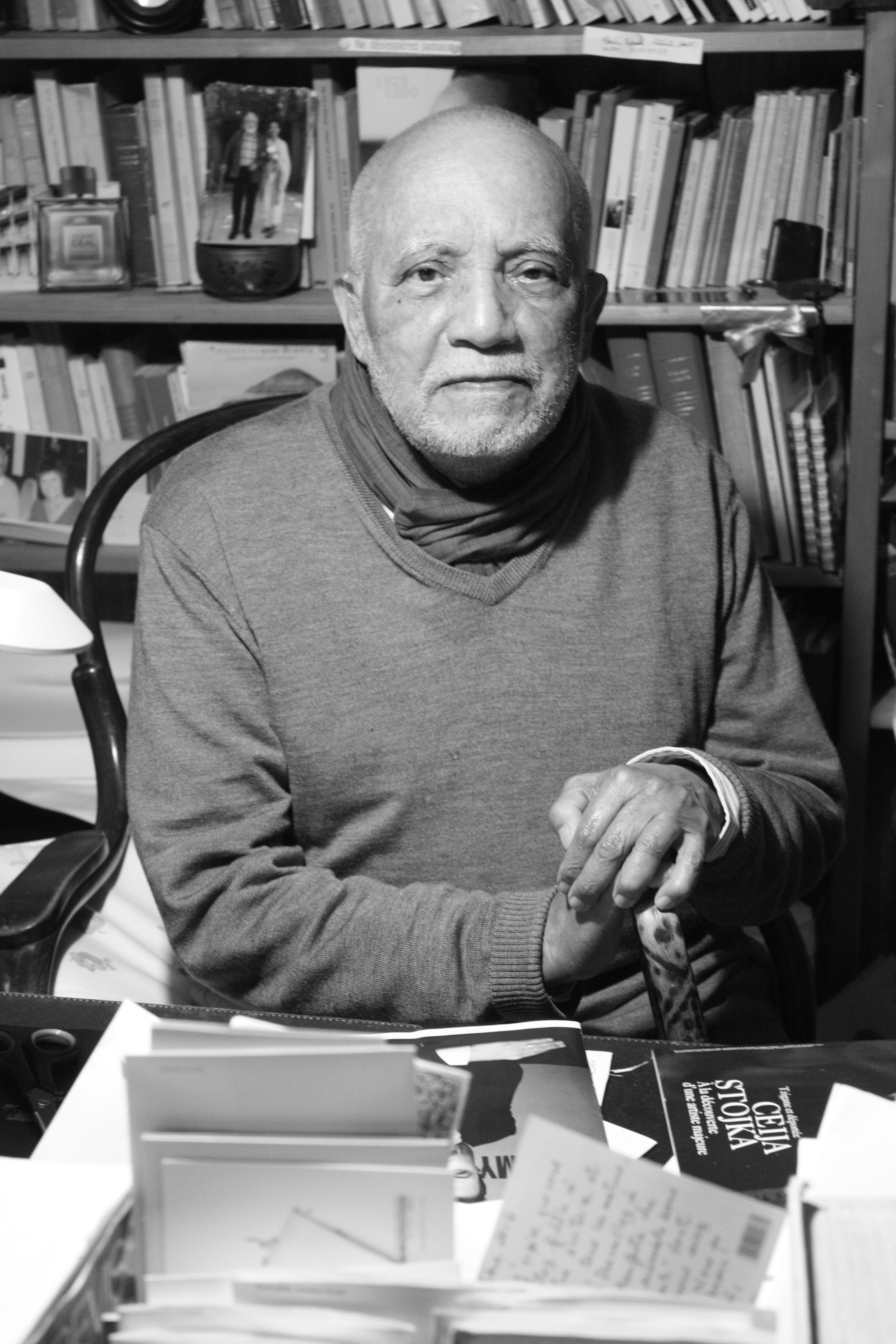
René Depestre

In dieser Zeit wurde der soziale Realismus wichtigste Richtung der Literatur, die zu einem Feld des Engagements und der Bürgerrechte wurde. Hierfür stehen Jacques Roumain (1907–1944; Gouverneurs de la rosée, 1944), Marie-Thérèse Colimon Hall (1918–1997; Les Fils de misère) oder René Depestre (* 1926). Das Genre des Romans stellte die dunklen Aspekte des Lebens der Bauern in den Vordergrund. Stéphen Alexis (1922–1961), René Depestre und Gérald Bloncourt (1926–2018) gründeten 1945 die Zeitschrift La Ruche (Der Bienenstock).
1946 wurde André Breton vom Direktor der Kulturbehörde in Paris beauftragt, Beziehungen zu haitianischen Intellektuellen aufzubauen. In Haiti traf er den Dichter Pierre Mabille, den Gründer des Institut français.
Fruchtbar wurde die Strömung des wunderbaren Realismus von René Depestre oder Stéphen Alexis in den 1950er Jahren. Die Website „Haiti chérie“ definiert diese Stilrichtung, die von dem Kubaner Alejo Carpentier geprägt wurde, als Ausdruck für „die barocke Verbindung von Mythos und Konkretem, die Vorliebe für gewalttätige Bilder und eine virtuose, tropische Schreibweise“. Auch Märchen blieben ein wichtiger Aspekt der haitianischen Literatur. Die Schriftstellerin Mimi Barthélémy (1939–2013) war eine der beliebtesten Märchenerzählerinnen des 20. Jahrhunderts.
Die zeitgenössische haitianische Literatur ist als Teil der lateinamerikanischen Kulturbewegung anzusehen. Zur jüngeren Generation gehört unter anderem der Schriftsteller Louis-Philippe Dalembert (* 1962), der eine Doktorarbeit in vergleichender Literaturwissenschaft zum Thema La représentation de l'Autre dans l'oeuvre romanesque d'Alejo Carpentier (Die Darstellung des Anderen im Romanwerk von Alejo Carpentier) verfasst hat.

#### Schriftsteller im Exil

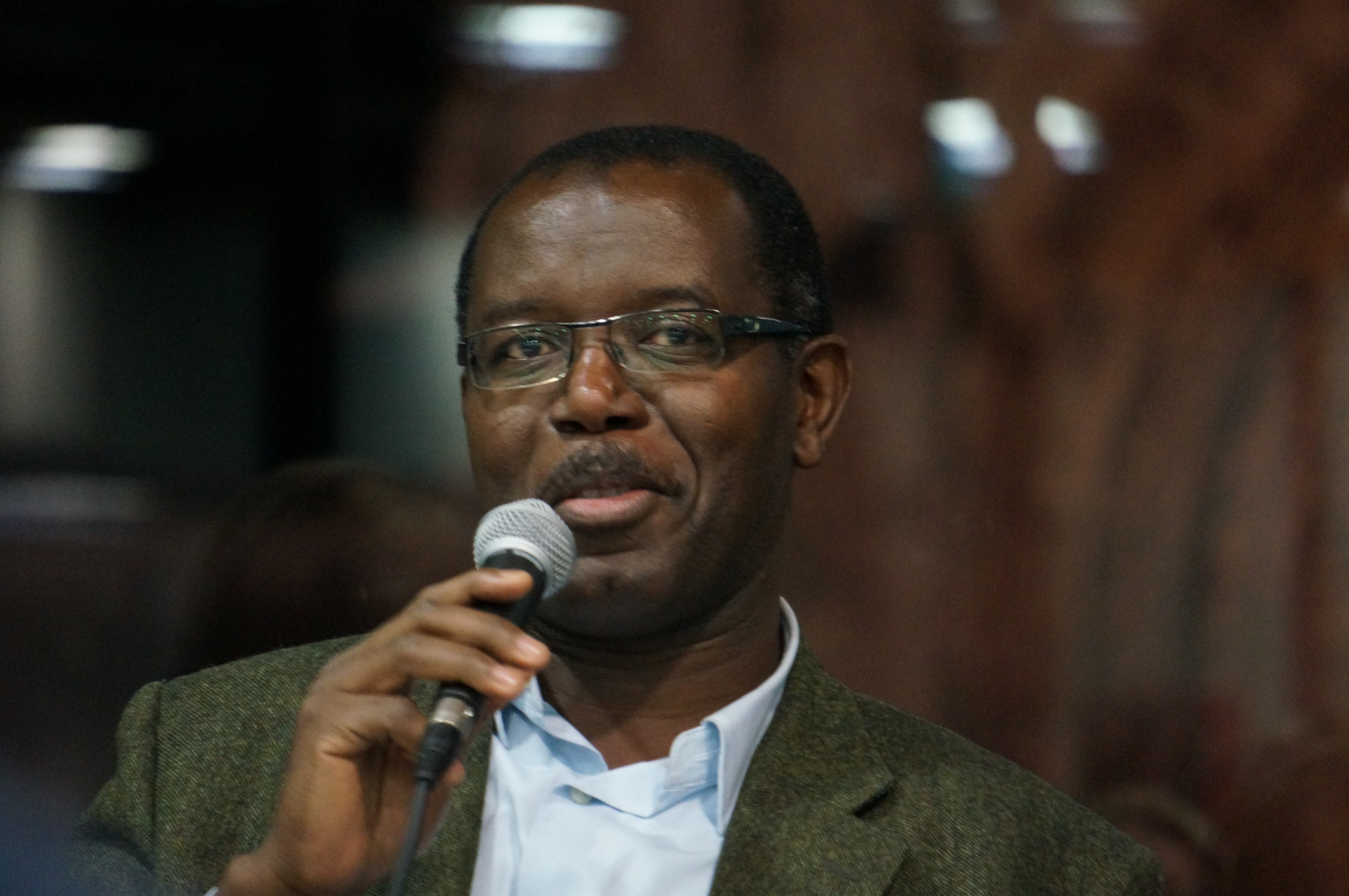
Louis-Philippe Dalembert

Während der Duvalier-Regimes (1957–1986) verließen viele haitianische Intellektuelle das Land. Die sogenannten Diaspora-Schriftsteller engagierten sich in einer militanten Literatur, die Haiti aus der Perspektive der Erinnerungen, des Leidens und der Schuldgefühle, fern der Heimat zu sein, betrachtete. Wie Jean Métellus (1937–2014) in Louis Vortex (1992, Neuauflage 2005) stellen sie oft den Alltag von Exil-Haitianern in ihrem Gastland dar. Die Entwurzelung hatte jedoch weitreichende Folgen: Erschöpfung der nationalen Themen oder im Gegenteil Folklorismus, manchmal auf Bestellung (insbesondere rund um den Voodoo-Kult).

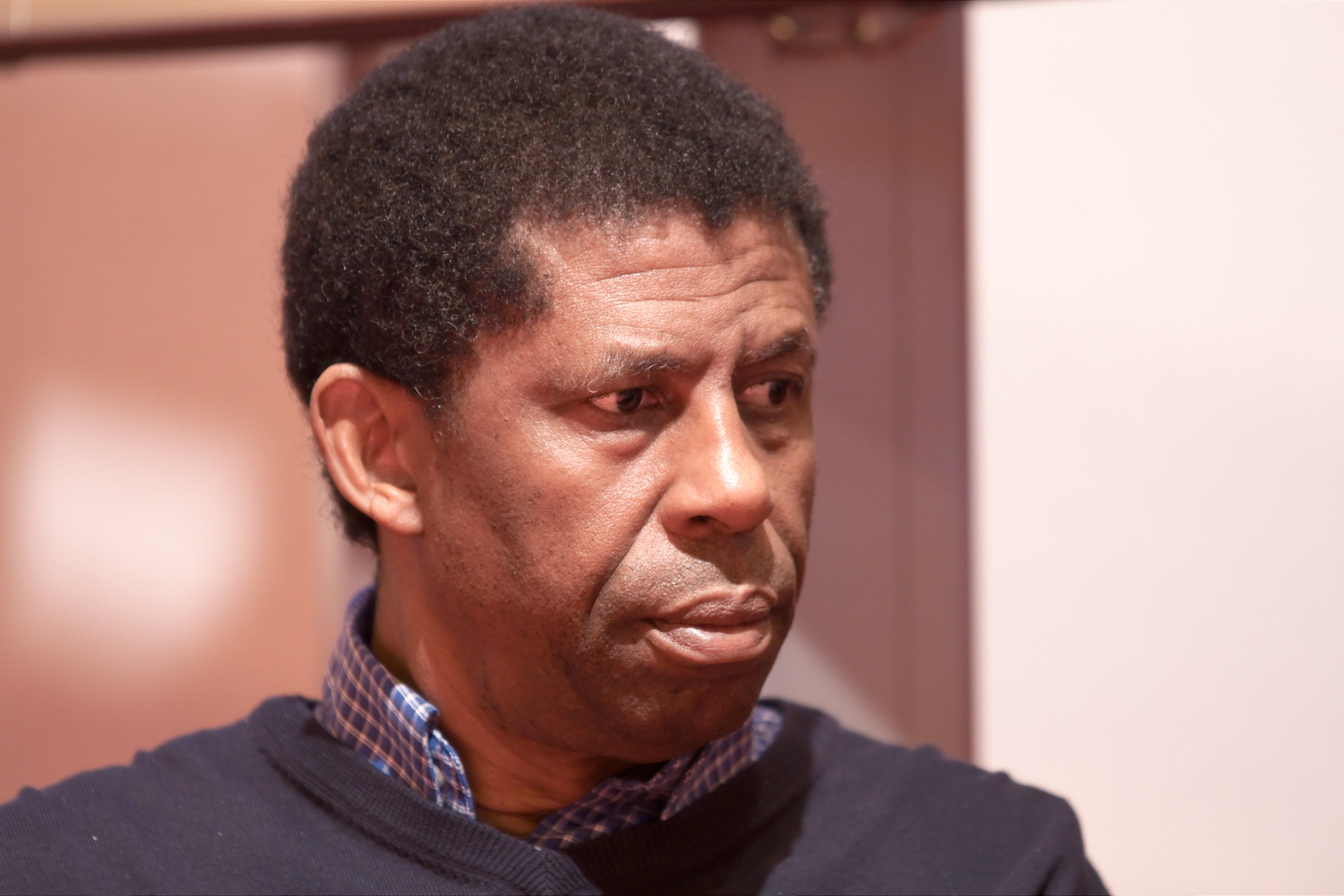
Dany Laferriere

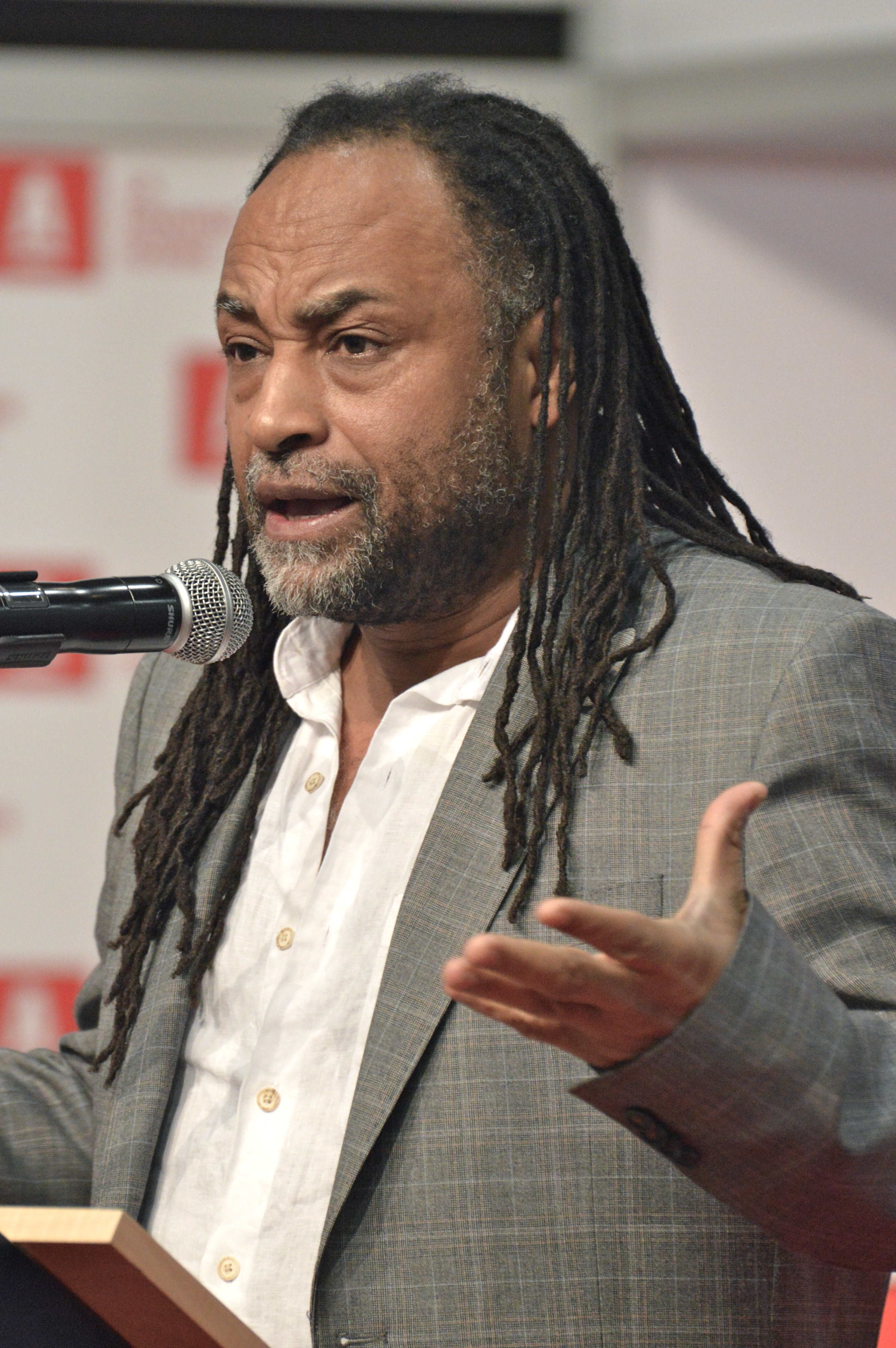
Rodney Saint-Éloi

Nach Nordamerika Vereinigte Staaten und Kanada gingen Anthony Phelps (1928–2025), Maximilien Laroche (1937–2017), Émile Ollivier (1940–2002), Jean-Robert Léonidas (* 1946), Dany Laferrière (* 1953), Marie-Célie Agnant (* 1953), Rodney Saint-Éloi (* 1963), Stanley Péan (* 1966), Edwidge Danticat (* 1969), André Fouad (* 1972), Guy Régis Jr (* 1974), Fred Edson Lafortune (* 1982) und Thélyson Orélien (* 1988), nach Frankreich René Depestre (* 1926), Jean Métellus (1937–2014), Jean-Claude Charles (1949–2008) und Louis-Philippe Dalembert (* 1962).

#### Zeitgenössische haitianische Schriftsteller
Zu den Anfang des 21. Jahrhunderts Aufmerksamkeit genießenden Schriftstellern Haitis gehören: Frankétienne (1936–2025), Jean-Claude Fignolé (* 1941), Christophe Philippe Charles (* 1951), Yanick Lahens (* 1953), Evelyne Trouillot (* 1954), Lyonel Trouillot (* 1956), Gary Victor (* 1958), Kettly Mars (* 1958), Jean-Euphèle Milcé (* 1969), Emmelie Prophète (* 1971), Pierre-Paul Ancion (* 1977), Inéma Jeudi (* 1981), Iléus Papillon (* 1984), Handgod Abraham (* 1986),  Elbeau Carlynx (* 1994), Raynaldo Pierre-Louis (* 1990).